# Kemal Monteno

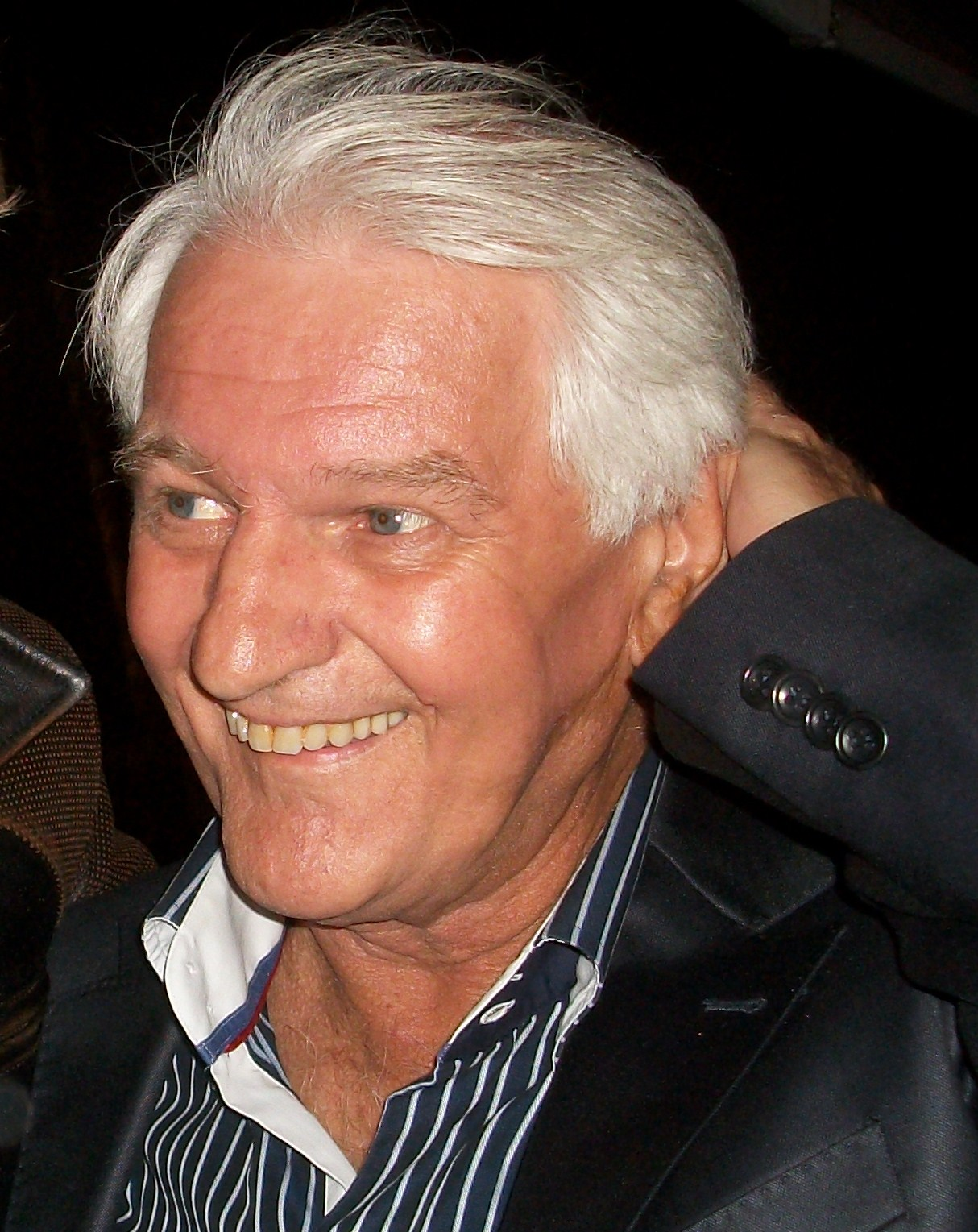
Kemal Monteno 2011.

Kemal Monteno, född 17 september 1948 i Sarajevo, Bosnien och Hercegovina (forna Jugoslavien), död 21 januari 2015 i Zagreb, Kroatien, var en bosnisk sångare och låtskrivare. Hans far var italienare. Han spelade in sin första sång, Lidija, år 1967 och hade sedan en framgångsrik karriär i forna Jugoslavien. Två av hans mest populära sånger är Sarajevo ljubavi moja (Sarajevo, min kärlek) och Pusti me da plačem (Låt mig gråta). Även Nije htjela (med Oliver Dragojević) var en hit.